# Stanley Karnow
Stanley Karnow (nascido em 4 de fevereiro de 1925) é um historiador e jornalista estadunidense. De origem judaica, foi criado no Brooklyn, cidade de Nova Iorque, filho de um vendedor e neto de um capitão de polícia. Karnow foi aceito na Universidade de Harvard, de onde após se formar foi para França, como relatado em seu livro Paris in the Fifties. Desde a década de 1950 participou ativamente da cobertura da Guerra do Vietnã, trabalhando para diversos periódicos, como Time, Life, Saturday Evening Post e Washington Post. Em 1990, ganhou um Prémio Pulitzer de História pelo seu livro In Our Image: America's Empire in the Philippines.

## Trabalhos
- Karnow, Stanley (1997). Vietnam: A History. 2nd rev. and updated (New York, NY: Penguin Books, 1997). [S.l.: s.n.] ISBN 0140265473. LCCN 97197160
- Karnow, Stanley (1997). Paris in the Fifties (New York, NY: Times Books, 1997). Ill. by Annette Karnow. [S.l.: s.n.] ISBN 0812927818. LCCN 97018521
- Asian Americans in Transition (New York, NY: Asia Society, 1992). [S.l.: s.n.]
- Karnow, Stanley (1989). In Our Image: America's Empire in the Philippines (New York, NY: Random House, 1989). [S.l.: s.n.] ISBN 0394549759. LCCN 88042676
- Karnow, Stanley (1984). Mao and China: Inside China's Cultural Revolution (New York, NY: Penguin Books, 1984). [S.l.: s.n.] ISBN 0140072217. LCCN 84009392
- Karnow, Stanley (1983). Vietnam: A History (New York, NY: Viking Press, 1983). [S.l.: s.n.] ISBN 0670746045. LCCN 83047905
- Karnow, Stanley (1972). Mao and China: From Revolution to Revolution (New York, NY: Viking Press, 1972). Introd. by John K. Fairbank. [S.l.: s.n.] ISBN 0670454273. LCCN 77187967
- «The Vietnam Debacle: The revisionists who believe that the war was just—and winnable—are rewriting a history they don't understand». Salon.com. 2000. Consultado em 28 de janeiro de 2013. Cópia arquivada em 2011
- (Preface) The First Time I Saw Paris: Photographs and Memories from the City of Light, Times Books, 1999.